# The Marcus King Band
The Marcus King Band est un groupe américain de rock et blues sudiste, originaire de Caroline du Sud, formé en 2013 et dissous en 2020 lorsque Marcus King a entamé sa carrière solo.

## Présentation
Le groupe est dirigé par le chanteur, auteur-compositeur et guitariste Marcus King. Il grandit à Greenville (Caroline du Sud) et est élevé avec le blues. Pré-adolescent, il joue des spectacles, en tant que sideman, avec son père, le bluesman Marvin King. 
Le groupe comprend le batteur Jack Ryan, le bassiste Stephen Campbell, le trompettiste/tromboniste Justin Johnson et le claviériste Dane Farnsworth.
The Marcus King Band sort son premier album, Soul Insight, le 30 octobre 2015, sur le label Evil Teen Records de Warren Haynes. Soul Insight atteint la huitième place du Billboard Blues Albums Chart.

## Discographie

### Albums studio
- 2015: Soul Insight
- 2016: The Marcus King Band
- 2018: Carolina Confessions

### Extended play
- 2017: Due North EP
- 2017: Beautiful Stranger EP

### Single
- 2018: Homesick